# Бонкомпаньї
Родина Буонкомпаньї (італ. Buoncompagni), пізніше відома як Бонкомпаньї-Людовізі (італ. Boncompagni-Ludovisi) з 1681 року — патриціанська родина з Болоньї, ймовірно, умбрійського походження.

## Історія
Родина вперше задокументована в 1133 році, коли Родольфо Бонкомпаньї, нащадок знатних саксонців, був призначений Лотарем Суплінбурзьким лордом Ассізі. На початку 14 століття родина переїхала з Умбрії до Болоньї, де поступово збільшувала своє багатство і вплив.
У 1572 році Уго Бонкомпаньї, професор права в Болонському університеті та католицький кардинал, став Папою Римським під ім'ям Григорій XIII. Для свого сина Джакомо Бонкомпаньї він придбав герцогство Сора у Франческо Марії II делла Ровере, зробивши його родинним володінням. До родини також належали п'ять інших кардиналів між 17 і 18 століттями.
Грегоріо II Бонкомпаньї був володарем Пьомбіно в 1706-1707 роках.
Грегоріо Бонкомпаньї (1642 — 1707), князь П'ємбіно, одружився з Іпполітою Людовізі 6 жовтня 1681 року, давши початок гілці Бонкомпаньї-Людовізі. Історик 19-го століття Бальдассарре Бонкомпаньї-Людовізі був членом цієї родини.
У 1796 році герцогство Сора було включено до складу Неаполітанського королівства, а в 1801 році князівство П'ємбіно було окуповане військами Наполеона. Князь Антоніо II Бонкомпаньї-Людовізі був скинутий і помер у 1805 році.
У 1814 році Віденський конгрес відновив князівство П'ємбіно, яке повернулося до родини Бонкомпаньї-Людовізі, але під сюзеренітетом Великого герцогства Тоскана. Принц Марія Луїджі Бонкомпаньї-Людовізі, 6-й князь П'ємбіно і 9-й герцог Сора, прийняв рішення Віденського конгресу і відмовився від прямого правління над своїм князівством, ставши князем П'ємбіно під тосканським сюзеренітетом. Його син був останнім васальним князем Великого герцогства Тоскани, яке було приєднане в 1859 році під час об'єднання Італії.